# Systrar (TV-serie)
Systrar (engelska: Sisters) är amerikansk dramaserie som sändes på NBC under sex säsonger åren 1991 till 1996. Serien skapades av Ron Cowen och Daniel Lipman, som också var verkställande producenter.
Seriens huvudpersoner är de fem systrarna Reed; Alexandra (Swoosie Kurtz), Theodora (Sela Ward), Georgiana (Patricia Kalember), Fransesca (Julianne Phillips) och deras halvsyster Charlotte (Jo Anderson/Sheila Kelley). Systrarna bor i Winnetka, Illinois i USA.

## Rollista i urval
- Swoosie Kurtz - Alexandra 'Alex' Reed
- Patricia Kalember - Georgiana 'Georgie' Reed Whitsig
- Sela Ward - Theodora 'Teddy' Reed
- Elizabeth Hoffman - Beatrice 'Bea' Reed Ventnor
- Garrett M. Brown - John Whitsig
- Julianne Phillips - Francesca 'Frankie' Reed Margolis
- Heather McAdam - Catherine 'Cat' Margolis
- Ed Marinaro - Mitch Margolis
- Jo Anderson/Sheila Kelley - Dr. Charlotte 'Charley' Bennett Hayes